# Trinidad and Tobago Film Festival
Das Trinidad and Tobago Film Festival (TTFF) ist ein jährlich stattfindendes, internationales Filmfestival im karibischen Inselstaat Trinidad und Tobago.

## Geschichte
Das Festival wurde erstmals 2006 ausgerichtet. Gründer war der Regisseur und Lecturer für Filmwissenschaften an der University of the West Indies Bruce Paddington. Der Fokus des Festivals liegt auf Filmen, die in der Karibik oder der karibischen Diaspora spielen oder von karibischen Filmemachern gedreht wurden. Es werden aber auch Werke unabhängiger nichtkaribischer Filmemacher gezeigt. Das Festival ist das größte Filmfestival der englischsprachigen Karibik. Die Filmzeitschrift Filmmaker stellte als besonderes Merkmal des Festivals heraus, dass es im Gegensatz zu den meisten internationalen Filmfestivals „europäisches Flair“ vermeide, sondern eine ganz eigene Identität vermittle und sich darüber hinaus nicht an „cinephile Hipster“, sondern allgemein an die Kino besuchende Öffentlichkeit richte.
Hauptaufführungsort ist traditionell das Little Carib Theatre, ein geschichtsträchtiges, 1947 von der Tänzerin Beryl McBurnie eröffnetes Theater. Publikumsstarke Veranstaltungen wie die Eröffnungsfeier werden in größeren Räumlichkeiten abgehalten und live im trinidadischen Fernsehen übertragen. Zu den weiteren Aufführungsorten gehören unter anderem ein offenes Amphitheater gegenüber dem Parlamentsgebäude sowie die Räumlichkeiten des StudioFilmClub, eines Filmklubs des in Port of Spain lebenden Malers Peter Doig. Einzelne Vorführungen finden in San Fernando, Chaguanas, Arima oder auf Tobago statt. Die Preisverleihung findet im Auditorium der Central Bank of Trinidad and Tobago statt.
2008 wurde das Festival um Workshops für Filmschaffende ergänzt. 2010 hielt Caryl Phillips einen solchen Workshop über Literaturadaptionen im Film ab. 2013 ehrte das Festival das Lebenswerk des Regisseurs John Akomfrah, Pionier des schwarzen britischen Kinos, mit der Aufführung fünf seiner Filme in Anwesenheit des Regisseurs. 2019 trat Paddington als Direktor des Festivals zurück. Seitdem wird das Festival von der Non-Profit-Organisation FILMCO geleitet. Paddington blieb dem Festival als Berater erhalten.
2024 fand das Festival nicht statt. Eine Neuauflage für September 2025 wurde angekündigt.

## Preisverleihungen und Preisträger

### 2009
- Eröffnungsfilme: Rain von  Maria Govan, Queen of the Brands von  Thomas Jemmerson[15]
- Best Film: Carmen and Geoffrey von  Nick Doob und Linda Atkinson
- Best Trinidad & Tobago Film: The Solitary Alchemist von  Mariel Brown

### 2010
22. September – 5. Oktober 2010
- Best Film Made in the Caribbean Spirit: Children of God von  Kareem Mortimer[16]
- Best Short Film: The Legend of Buchi Fil von  German Gruber
- Best Trinidad & Tobago Film: Julia & Joyce von  Sonja Dumas

### 2011
- Best Narrative Feature: Jean Gentil von  Israel Cárdenas und Laura Guzmán[17]
- Best Documentary Feature: Hit Me with Music von  Miquel Galofré
- Best Short Film: 10 Ave Maria von  Juan Francisco Pardo und Ryan Oduber
- Best Local Feature: ’70: Remembering a Revolution von  Alex de Verteuil und Elizabeth Topp
- Best Local Short: Sweet Fries von  Renée Pollonais

### 2012
- Best Narrative Feature: Distancia von  Sergio Ramirez[18]
- Best Documentary Feature: The Story of Lover’s Rock von  Menelik Shabazz
- Best Short: Peace: Memories of Anton de Kom von  Ida Does
- Best Caribbean Film: The Bastard Sings the Sweetest Song von  Christy Garland
- Best Local Feature: Inward Hunger von  Mariel Brown
- Best Local Short: Where the Sun Sets von  Ryan Latchmansingh
- Best Actor in a Caribbean film:  Jimmy Jean-Louis
- Best Actor in a Local Film:  Christopher Chin Choy
- Best Actress in a Local Film:  Terri Lyons

### 2013
17. September – 1. Oktober 2013
- Eröffnungsfilm: Half of a Yellow Sun von  Biyi Bandele[19]
- Best Narrative Feature: Melaza von  Carlos Lechuga[20]
- Best Documentary Feature: Fatal Assistance von  Raoul Peck und Songs of Redemption von  Miquel Galofre und  Amanda Sans Pantling (geteilter Preis)
- Best Short: Passage von  Kareem Mortimer und Previous Scenes von  Aleksandra Maciuszek (geteilter Preis)
- Best Local Feature: God Loves The Fighter von  Damian Marcano
- Best Local Short: After Mas von  Karen Martinez

### 2014
- Best Narrative Feature: Behaviour von  Ernesto Daranas Serrano[21]
- Best Documentary Feature: You and Me von  Natalia Cabral and Oriol Estrada
- Best Short Film, Narrative: Bullock von  Carlos Machado Quintela
- Best Short Film, Documentary: ABCs von  Diana Montero
- Best Trinidad and Tobago Feature: Art Connect von  Miquel Galofré
- Best Trinidad and Tobago Short Film, Narrative: Dubois von  Kaz Ové
- Best Trinidad and Tobago Short Film, Documentary: Field Notes von  Vashti Harrison
- Best New Media Film: They Say You Can Dream a Thing More Than Once von  Versia Harris
- People’s Choice Award, Best Narrative Feature: A Story About Wendy 2 von  Sean Hodgkinson
- People’s Choice Award, Best Documentary Feature: Art Connect von  Miquel Galofré
- People’s Choice Award, Best Short Film: Flying the Coup von  Ryan Lee

### 2015
- Best Fiction Feature: Sand Dollars von  Israel Cárdenas und  Laura Amelia Guzmán[22]
- Best Documentary Feature: Casa Blanca von  Aleksandra Maciuszek
- Best Short Film, Narrative: Mommy Water von  Julien Silloray
- Best Short Film, Documentary: Papa Machete von  Jonathan David Kane
- Best Trinidad and Tobago Feature: Trafficked von  Sean Hodgkinson
- Best Trinidad and Tobago Documentary: Re-percussions: An African Odyssey von  Kim Johnson
- Best Trinidad and Tobago Short Film, Fiction: Fade to Black von  Christopher Guinness
- Best Trinidad and Tobago Short Film, Documentary: Riding Bull Cart von  Rhonda Chan Soo

### 2016
- Best Feature Film, Narrative: Antes Que Cante El Gallo von  Arí Manuel Cruz[23]
- Best Feature Film, Documentary: Se Bondye vie Yuli von  Jean Jean
- Best Short Film, Narrative: Carapazón von  Shell-Joa Vidal
- Best Short Film, Documentary: Iceberg von  Juliana Gómez
- Best Trinidad and Tobago Feature: The Cutlass von  Darisha Beresford und Play The Devil von  Maria Govan (geteilter Preis)
- Best Trinidad and Tobago Short Film, Narrative: Sweat von  Josiah Persad
- Best Trinidad and Tobago Short Film, Documentary: Who I say I Am von

### 2017
- Best Feature Film, Narrative: El Techo von  Patricia Ramos[24]
- Best Feature Film, Documentary: Jeffrey von  Yanillys Perez
- Best Short Film: Féfé Limbe von  Julien Silloray
- Best Trinidad and Tobago Feature Film: Green Days by the River von  Michael Mooleedhar
- Best Trinidad and Tobago Short Film: Short Drop von  Maya Cozier

### 2018
- Best Trinidad and Tobago Feature Film: Unfinished Sentences von  Mariel Brown[25]
- Best Trinidad and Tobago Short Film: Venus and Magnet von  Elspeth Duncan

### 2019
2019 wurden nur Publikumspreise vergeben.

### 2020
- Best Narrative, Feature Length: Malpaso von  Héctor Valdez[27]
- Best Documentary, Feature Length: Servidão von  Renato Barbieri
- Best Narrative Medium Length Film: Zeen? von  Calyx Passailaigue
- Best Documentary Med Length Film: I Don’t Call it Ghetto von  Miquel Galofré
- Best Short Film, Narrative: Mortenol von  Julien Silloray
- Best Short Film, Documentary: Unbroken von  Gabrielle Blackwood
- Best New Media Work: Centella von  Claudia Claremi
- Best Trinidad and Tobago Film: I Don’t Call it Ghetto von  Miquel Galofré

### 2021
- Best Narrative Feature: Perfume de Gardenias von  Macha Colón
- Best Documentary Feature: Option Zero von  Marcel Beltran
- Best Narrative Film Short: Rafameia von  Mariah Teixeira und Nanda Félix
- Best Documentary Short: Écoutez le battement de nos images von  Audrey Jean-Baptiste und Maxime Jean-Baptiste
- Best Trinidad and Tobago Film: Becky von  Nicola Cross[28]
- Best New Media Film: Rhythms of Trinidad von  Andreas Antonopoulos

### 2022
22.–28. September 2022
- Best Student Film: Take Care von  Shun Tachizono
- Best Film as Decided by a Youth Jury: Lo que se hereda von  Victoria Linares Villegas.
- Best Documentary Short Film: Strictly 2 Wheel von  Ania Freer
- Best Narrative Short Film: Twa Fèy von  Eleonore Coyette und Sephora Monteau
- Best Documentary Feature Film: Paroles de Nègres von  Sylvaine Dampierre
- Best Narrative Feature Film: Cette Maison von  Miryam Charles
- Best Trinidad and Tobago Film: King David von  Walt Lovelace

### 2023
21.–27. September 2023
- Best Student Film: Martwe Malzenstwo von  Michal Toczek
- Best Trinidad and Tobago Film: Fortune for All von  Yao Ramesar
- Best Film by a Woman: Black Barbie: A Documentary von  Lagueria Davis
- Best Documentary Short Film: Stick is Life von  Miquel Galofre
- Best Documentary Feature Film: Going to Mars: The Nikki Giovanni Project von  Joe Brewster
- Best Narrative Short Film: Trinidad Remains von  Karen Martinez
- Best Narrative Feature Film: Croma Kid von  Pablo Chea